# Synodontia planifolia
Synodontia planifolia là một loài rêu trong họ Dicnemonaceae. Loài này được Besch. Broth. mô tả khoa học đầu tiên năm 1901.